# Михама (Айти)
Михама (яп. 美浜町 Михама-тё:) — посёлок в Японии, находящийся в уезде Тита префектуры Айти. Площадь посёлка составляет 46,39 км², население — 24 400 человек (1 июня 2014), плотность населения — 525,98 чел./км².

## Географическое положение
Посёлок расположен на острове Хонсю в префектуре Айти региона Тюбу. С ним граничат город Токонамэ и посёлки Такетоё, Минамитита.

## Население
Население посёлка составляет 24 400 человек (1 июня 2014), а плотность — 525,98 чел./км². Изменение численности населения с 1980 по 2005 годы:
| 1980 | 20 820 чел. |  |
| 1985 | 23 444 чел. |  |
| 1990 | 24 669 чел. |  |
| 1995 | 26 076 чел. |  |
| 2000 | 26 083 чел. |  |
| 2005 | 26 294 чел. |  |

## Символика
Деревом посёлка считается Pinus thunbergii, цветком — рододендрон.